# جمال‌الدین قاسمی
جمال‌الدین قاسمی (۱ اکتبر ۱۸۶۶ – ۱۸ آوریل ۱۹۱۴) (نسب: جمال‌الدین بن محمد بن سعید) فقیه سلفی و ادیب عربی سوری بود. از سوی حکومت در سال ۱۸۹۰–۱۸۹۴م به سفرها و برپایی درس در روستاها و جای‌های سوریه مأمور بود. به مصر و مدینه نیز رفت. پس از بازگشت به دمشق، متهم به تأسیس مذهبی نوین در دین اسلام شد که به مذهب جمالی شهرت یافت. در سال ۱۸۹۵ دستگیر شد اما تبرئه شد. پس از این، به عزلت روی آورد و در خانه‌اش به تدریس علوم اسلامی و ادبیات پرداخت. محاسن التأویل، دلائل التوحید، قواعد التحدیث، إصلاح المساجد من البدع و العوائد از آثار اوست. بخشی از کتابخانهٔ شخصی او به مرکز سعودی بابطین و کتابخانهٔ ملی ملک فهد در ریاض انتقال یافت.